# 第52回全日本大学サッカー選手権大会
第52回全日本大学サッカー選手権大会は2003年（平成15年）11月8日から11月23日にかけて開催された全日本大学サッカー選手権大会である。筑波大学が2年連続8回目の優勝を果たした。

## 概要
9地域の代表31校と総理大臣杯全日本大学サッカートーナメント優勝校が参加した。

### 大会日程
- 2003年11月8日 - 1回戦
- 2003年11月9日 - 2回戦
- 2003年11月15日、11月16日 - 準々決勝
- 2003年11月20日 - 準決勝
- 2003年11月23日 - 決勝

### 開催競技場
- 国立競技場（決勝）
- 西が丘サッカー場（準々決勝・準決勝）
- 夢の島陸上競技場（準々決勝）
- アミノバイタルフィールド（2回戦）
- 博多の森球技場（1回戦・2回戦）
- 長居スタジアム（2回戦）
- 藤枝市総合運動公園（2回戦）
- 駒沢競技場（1回戦）
- 高槻市総合運動公園（1回戦）
- 江戸川区陸上競技場（1回戦）
- 長居第2陸上競技場（1回戦）
- 草薙競技場（1回戦）
- 日本平スタジアム（1回戦）
- 宇美町総合スポーツ公園（1回戦）

## 出場大学
- 駒澤大学（総理大臣杯優勝・3年連続8回目）
- 道都大学（北海道第1代表・3年連続4回目）
- 北海道教育大学函館校（北海道第2代表・5年ぶり2回目）
- 東北学院大学（東北第1代表・2年連続11回目）
- 仙台大学（東北第2代表・3年連続20回目）
- 筑波大学（関東第2代表・5年連続28回目）
- 国士舘大学（関東第3代表・9年連続19回目）
- 東京学芸大学（関東第4代表・5年連続5回目）
- 亜細亜大学（関東第5代表・2年連続2回目）
- 中央大学（関東第6代表・2年連続24回目）
- 順天堂大学（関東第7代表・3年連続16回目）
- 日本大学（関東第8代表・28年ぶり3回目）
- 流通経済大学（関東第9代表・初）
- 新潟大学（北信越第1代表・22年ぶり2回目）
- 福井工業大学（北信越第2代表・2年ぶり9回目）
- 静岡産業大学（東海第1代表・2年連続4回目）
- 中京大学（東海第2代表・4年連続26回目）
- 浜松大学（東海第3代表・2年連続2回目）
- 松阪大学（東海第4代表・初）
- 阪南大学（関西第1代表・6年連続9回目）
- 関西大学（関西第2代表・2年ぶり10回目）
- 大阪体育大学（関西第3代表・8年ぶり14回目）
- 関西学院大学（関西第4代表・6年連続13回目）
- 立命館大学（関西第5代表・2年連続5回目）
- 福山大学（中国第1代表・2年ぶり3回目）
- 吉備国際大学（中国第2代表・2年連続2回目）
- 高知大学（四国第1代表・10年連続19回目）
- 松山大学（四国第2代表・10年ぶり8回目）
- 福岡大学（九州第1代表・4年連続28回目）
- 日本文理大学（九州第2代表・3年ぶり2回目）
- 九州産業大学（九州第3代表・2年連続20回目）
- 鹿屋体育大学（九州第4代表・2年ぶり11回目）

## 試合日程・結果

### 1回戦
| 2003年11月8日 |

| 駒澤大学 | 8 - 0 | 松山大学 |
|          |       |          |

| 駒沢競技場 |

| 2003年11月8日 |

| 浜松大学 | 2 - 0 | 大阪体育大学 |
|          |       |              |

| 駒沢競技場 |

| 2003年11月8日 |

| 順天堂大学 | 1 - 2 | 東北学院大学 |
|            |       |              |

| 博多の森球技場 |

| 2003年11月8日 |

| 福井工業大学 | 2 - 5 | 福岡大学 |
|              |       |          |

| 博多の森球技場 |

| 2003年11月8日 |

| 関西大学 | 3 - 2 | 鹿屋体育大学 |
|          |       |              |

| 高槻市総合運動公園 |

| 2003年11月8日 |

| 道都大学 | 1 - 4 | 日本大学 |
|          |       |          |

| 高槻市総合運動公園 |

| 2003年11月8日 |

| 中京大学 | 0 - 5 | 流通経済大学 |
|          |       |              |

| 江戸川区陸上競技場 |

| 2003年11月8日 |

| 吉備国際大学 | 2 - 4 | 国士舘大学 |
|              |       |            |

| 江戸川区陸上競技場 |

| 2003年11月8日 |

| 阪南大学 | 4 - 1 | 仙台大学 |
|          |       |          |

| 長居第2陸上競技場 |

| 2003年11月8日 |

| 九州産業大学 | 1 - 0 | 中央大学 |
|              |       |          |

| 長居第2陸上競技場 |

| 2003年11月8日 |

| 高知大学 | 3 - 0 | 福山大学 |
|          |       |          |

| 草薙競技場 |

| 2003年11月8日 |

| 松阪大学 | 1 - 3 | 東京学芸大学 |
|          |       |              |

| 草薙競技場 |

| 2003年11月8日 |

| 静岡産業大学 | 0 - 0 延長 (PK 4-5) | 立命館大学 |
|              |                     |            |

| 日本平スタジアム |

| 2003年11月8日 |

| 新潟大学 | 1 - 6 | 亜細亜大学 |
|          |       |            |

| 日本平スタジアム |

| 2003年11月8日 |

| 日本文理大学 | 0 - 2 | 関西学院大学 |
|              |       |              |

| 宇美町総合スポーツ公園 |

| 2003年11月8日 |

| 北海道教育大学函館校 | 0 - 4 | 筑波大学 |
|                      |       |          |

| 宇美町総合スポーツ公園 |

### 2回戦
| 2003年11月9日 |

| 駒澤大学 | 2 - 0 | 浜松大学 |
|          |       |          |

| アミノバイタルフィールド |

| 2003年11月9日 |

| 東北学院大学 | 0 - 4 | 福岡大学 |
|              |       |          |

| 博多の森球技場 |

| 2003年11月9日 |

| 関西大学 | 2 - 1 | 日本大学 |
|          |       |          |

| 長居スタジアム |

| 2003年11月9日 |

| 流通経済大学 | 2 - 0 | 国士舘大学 |
|              |       |            |

| アミノバイタルフィールド |

| 2003年11月9日 |

| 阪南大学 | 3 - 0 | 九州産業大学 |
|          |       |              |

| 長居スタジアム |

| 2003年11月9日 |

| 高知大学 | 2 - 5 | 東京学芸大学 |
|          |       |              |

| 藤枝市総合運動公園 |

| 2003年11月9日 |

| 立命館大学 | 4 - 1 | 亜細亜大学 |
|            |       |            |

| 藤枝市総合運動公園 |

| 2003年11月9日 |

| 関西学院大学 | 1 - 2 | 筑波大学 |
|              |       |          |

| 博多の森球技場 |

### 準々決勝
| 2003年11月16日 |

| 駒澤大学              | 5 - 0 | 福岡大学 |
| 赤嶺3 , · 橋本 · 熊崎 |       |          |

| 西が丘サッカー場 |

| 2003年11月16日 |

| 関西大学 | 0 - 1 延長 | 流通経済大学 |
|          |            | 小沼         |

| 西が丘サッカー場 |

| 2003年11月15日 |

| 阪南大学       | 3 - 2 | 東京学芸大学  |
| 安部2 , · 澳本 |       | 久保田 · 岡島 |

| 夢の島陸上競技場 |

| 2003年11月15日 |

| 立命館大学 | 1 - 3 | 筑波大学       |
| 佐々木     |       | 鎌田2 , · 藤本 |

| 夢の島陸上競技場 |

### 準決勝
| 2003年11月20日 |

| 駒澤大学    | 2 - 1 | 流通経済大学 |
| 中後 · 小林 |       | 船山         |

| 西が丘サッカー場 |

| 2003年11月20日 |

| 阪南大学 | 0 - 0 延長 (PK 4-5) | 筑波大学 |
|          |                     |          |

| 西が丘サッカー場 |

### 決勝
| 2003年11月23日 |

| 駒澤大学 | 0 - 1 | 筑波大学    |
|          |       | 藤本 前18分 |

| 国立競技場 |

## 最終結果
| 第52回全日本大学サッカー選手権大会 優勝チーム |
| --------------------------------------------- |
| 筑波大学 2年連続8回目                         |

### 表彰

#### 最優秀選手賞
- 鈴木達也（筑波大学）

## 主な出場選手
- 中後雅喜（駒澤大学）
- 赤嶺真吾（駒澤大学）
- 橋本早十（駒澤大学）
- 小林亮（駒澤大学）
- 兵働昭弘（筑波大学）
- 藤本淳吾（筑波大学）
- 鎌田祥平（筑波大学）
- 鈴木達也（筑波大学）
- 山崎雅人（国士舘大学）
- 岩政大樹（東京学芸大学）
- 久保田学（東京学芸大学）
- 塩田仁史（流通経済大学）
- 船山祐二（流通経済大学）
- 杉山哲（福岡大学）
- 田代有三（福岡大学）